# فيكتوريا هولمز
فيكتوريا هولمز (بالإنجليزية: Victoria Holmes)‏ (17 يوليو 1975، باركشير في المملكة المتحدة)؛ كاتبة للأطفال، كاتِبة وروائية بريطانية.